# Molson Indy Montréal 2002
Molson Indy Montréal 2002 var ett race som var den trettonde deltävlingen i CART World Series 2002. Racet kördes den 25 augusti på Circuit Gilles Villeneuve i Montréal, Kanada. Dario Franchitti tog hem segern, före mästerskapsledaren Cristiano da Matta. Det var första gången som samma bana arrangerade både formel 1 och CART under samma år, då Kanadas Grand Prix hade arrangerats på banan i juni samma år.

## Slutresultat
| Plats | Förare               | Team                | Grid | Kvaltid  |
| ----- | -------------------- | ------------------- | ---- | -------- |
| 1     | Dario Franchitti     | Team KOOL Green     | 2    | 1.19,334 |
| 2     | Cristiano da Matta   | Newman/Haas Racing  | 1    | 1.18,959 |
| 3     | Tony Kanaan          | Mo Nunn Racing      | 13   | 1.20,010 |
| 4     | Paul Tracy           | Team KOOL Green     | 10   | 1.19,871 |
| 5     | Jimmy Vasser         | Team Rahal          | 6    | 1.19,704 |
| 6     | Michel Jourdain Jr.  | Team Rahal          | 15   | 1.20,162 |
| 7     | Christian Fittipaldi | Newman/Haas Racing  | 11   | 1.19,893 |
| 8     | Michael Andretti     | Team Motorola       | 18   | 1.21,670 |
| 9     | Shinji Nakano        | Fernández Racing    | 9    | 1.19,870 |
| 10    | Scott Dixon          | Chip Ganassi Racing | 7    | 1.19,755 |
| 11    | Alex Tagliani        | Forsythe Racing     | 8    | 1.19,841 |
| 12    | Adrián Fernández     | Fernández Racing    | 16   | 1.20,756 |
| 13    | Bruno Junqueira      | Chip Ganassi Racing | 3    | 1.19,347 |
| 14    | Tora Takagi          | Walker Racing       | 12   | 1.19,981 |
| 15    | Patrick Carpentier   | Forsythe Racing     | 4    | 1.19,510 |
| 16    | Oriol Servià         | Patrick Racing      | 14   | 1.20,161 |
| 17    | Mario Domínguez      | Herdez Competition  | 17   | 1.21,065 |
| 18    | Kenny Bräck          | Chip Ganassi Racing | 5    | 1.19,625 |